# Relativismo ético
O relativismo ético é uma das posturas éticas mais generalizadas, tanto ao nível acadêmico como no cotidiano de todos nós. Traduz-se basicamente na consideração de que o meu juízo moral não é superior ao dos outros e como tal não o devo impor. Todos os juízos morais são assim equivalentes.
Embora esta perspectiva seja legitimada pela diversidade quase infinita dos juízos morais e práticas culturais, alguns autores levantam, contudo reservas, pois tal perspectiva, em última análise, impede qualquer tipo de intervenção em situações de grupos ou de sociedades que realizam práticas, por exemplo tradicionais, verdadeiramente chocantes aos olhos dos outros, ou seja, o relativismo ético é a postura que cada pessoa toma em determinada situação com base na sua ética, cada pessoa possui um ponto de vista diferente, sendo assim a ética de cada pessoa relativa.